# Песача (геолошки локалитет)
Песача је геолошки локалитет који је под заштитом државе, као стратотип развоја јуре и доње креде у Карпатобалканидима (Јужним Карпатима). 
У литостратиграфском стубу реке Песаче силицикластити и кречњаци издвојени су као посебна формација. У оквиру формације разликује се пет чланова: 
- трансгресивни кластити (бели лијаски и песковити конгломерати који леже трансгресивно преко перма),
- баријерно лагунски кластити и карбонати (са три различита нивоа: брахиопоски, од карбонантних и класичних седимената, потом белемнитско-грифејски, само од карбонантних седимената и оолитски, од песковитих калцитско-анкеритско-сидеритских стена са шамозитским оолитима),
- плитководни пешчари и кречњаци,
- кластити проградирајуће обале везани за фазу регресије и плитководни кречњаци,
- шелфни пешчари и кречњаци.

Средина стварања формације силицикластита и кречњака Песаче јесте плитководна маринска средина, највећим делом везана за тајдални простор. Клима, разуђеност обале, епирогена колебања са израженом трансгресијом и проградација обале омогућили су смењивање великог броја чланова (фација), вертикално и хоризонтално. Ова формација је као геолошко тело контролисана правцем трангресије. Најдебља је у деловима где је трансгресија најраније изражена - Босман и Песача, а најтања је на Гребену.